# Прокофьев, Владимир Николаевич (учёный)
Владимир Николаевич Прокофьев (род. в 1912 году — ?) — советский учёный в области гидропередач. Доктор технических наук, профессор. Заслуженный деятель науки и техники РСФСР. Награждён орденом Октябрьской Революции и Знаком Почета, медалью «За доблестный труд в Великой Отечественной войне», также награждён медалями С. П. Королева и Ю. А. Гагарина.

## Биография
Владимир Николаевич Прокофьев родился в 1912 году.
В 1935 году Владимир Прокофьев стал выпускником МГТУ им. Н. Э. Баумана. Основал кафедру М7 МВТУ им. Н. Э. Баумана.
Был доцентом кафедры, занимался научно-исследовательской и конструкторской работой. Участвовал в разработках по созданию парового двигателя для танков.
В 1952 году защитил докторскую диссертацию и был утвержден в звании профессора.
Председатель комиссии по гидроприводу в Государственном научно-техническом комитете СССР с 1961 по 1971 год. С 1971 года был председателем ВАК. Входил в состав экспертной комиссии по машиностроению Комитета по Ленинским премиям. С 1978 по 1983 год исполнял обязанности заведующего кафедрой. Был председателем комиссии в Госкомитете по машиностроению и автоматизации, председателем секции гидравлического, пневматического и смазочного оборудования научно-технического совета Министерства станкостроения.
Одним из его учеников был Александр Леонович Кемурджиан.

## Публикации
Автор около 280 научных трудов, среди них — 13 монографий. В 1948 году издали его монографию «Автомобильные гидропередачи», он стал автором разделов «Роторные насосы» и «Гидравлические передачи» в справочнике «Машиностроение», опубликованном в 1950 году.

## Награды
Награждён медалями академика С. П. Королева и Ю. А. Гагарина за проведенную работу в области развития ракетно-космической техники, орденом Октябрьской Революции и Знаком Почета..